# Brian Lewis
Brian M. Lewis, né le 5 décembre 1974 à Sacramento, en Californie, est un athlète américain spécialiste des épreuves de sprint, qui s'est illustré en remportant le titre mondial et le titre olympique du relais 4 × 100 mètres. 

## Carrière sportive
Membre de l'équipe américaine du relais 4 × 100 m aux Championnats du monde d'athlétisme 1997 d'Athènes, Brian Lewis laisse échapper le témoin lors des séries, privant les États-Unis de la demi-finale. Il remporte son premier titre international majeur lors des Mondiaux de Séville de 1999 en s'imposant sur le 4 × 100 m, associé à Jon Drummond, Tim Montgomery et Maurice Greene. L'équipe américaine réalise le temps de 37 s 59 et devance finalement la Grande-Bretagne et le Brésil. L'année suivante, Lewis décroche un nouveau titre en relais à l'occasion des Jeux olympiques d'été de 2000 à Sydney. L'équipe, composée de Jon Drummond, Bernard Williams, Brian Lewis et Maurice Greene s'impose en 37 s 61.

## Palmarès

### Jeux olympiques
- Jeux olympiques d'été de 2000 à Sydney :
  -  Médaille d'or du 4 × 100 mètres

### Championnats du monde
- Championnats du monde d'athlétisme 1999 à Séville :
  -  Médaille d'or du 4 × 100 mètres